# Viktor Elpigyiforovics Boriszov-Muszatov
Viktor Elpigyiforovics Boriszov-Muszatov (oroszul:  Виктор Эльпидифорович Борисов-Мусатов; Szaratov, 1870. április 14. — Tarusza, Kalugai kormányzóság, 1905. november 8.) orosz posztimpresszionista festő, stílusa a szimbolizmus, a dekoratív stílus és a realizmus keveréke. Mihail Alekszandrovics Vrubel őt tekintette az orosz szimbolizmus megteremtőjének.

## Életpályája
Boriszov-Muszatov nevében a Boriszov később hozzáadott név. 1890-ben kezdett művészeti iskolába járni Moszkvában, de egy évvel később már átment a szentpétervári Cári Művészeti Akadémiára, a szentpétervári klíma azonban nem tett jót az ő egészségkárosodásának (púpos volt a gerince miatt), s e miatt visszament Moszkvába tanulni. Tanárai szerint dekadens festményeket készített, de diáktársai ezt nem így látták, egy új művészeti mozgalom elindítóját fedezték fel benne.
1895-ben Párizsba ment, három évig tanult ott, Fernand Cormon volt a mestere. Nagy hatással volt Boriszov-Muszatovra a kortárs francia művészet, különösen a szimbolisták, köztük Pierre Puvis de Chavannes, Berthe Morisot. 1898-ban tért vissza Oroszországba, s a századvég életérzéseit ábrázolta. Egyre több műgyűjtő vásárolta műveit. Akvarelleket festett, mert ezekkel finomabb hatást lehetett elérni.
Moszkvában a Mir Iszkussztva egyik alapító tagja lett ő is. Magát, húgát és leendő feleségét ábrázolta a szabadban mintegy a plein air jegyében, ezekkel és hasonló képeivel, továbbá szimbolikus képeivel nagy sikere volt, 1904-ben nemcsak otthon, hanem Németországban is voltak kiállításai, 1905-ben Párizsban (Salon de la Société Française des Artistes)
is kiállított.
Időben utolsó alkotását, a Rekviem (1905) címűt egyik barátjának halála ihlette. Boriszov-Muszatov 1906-ban halt meg szívroham következtében, a Oka folyó partján temették el Tarusza közelében. Sírhelyét szobor jelzi, amely egy alvó fiút ábrázol.
Legtöbb művét az Állami Tretyjakov Galéria őrzi.

## Galéria

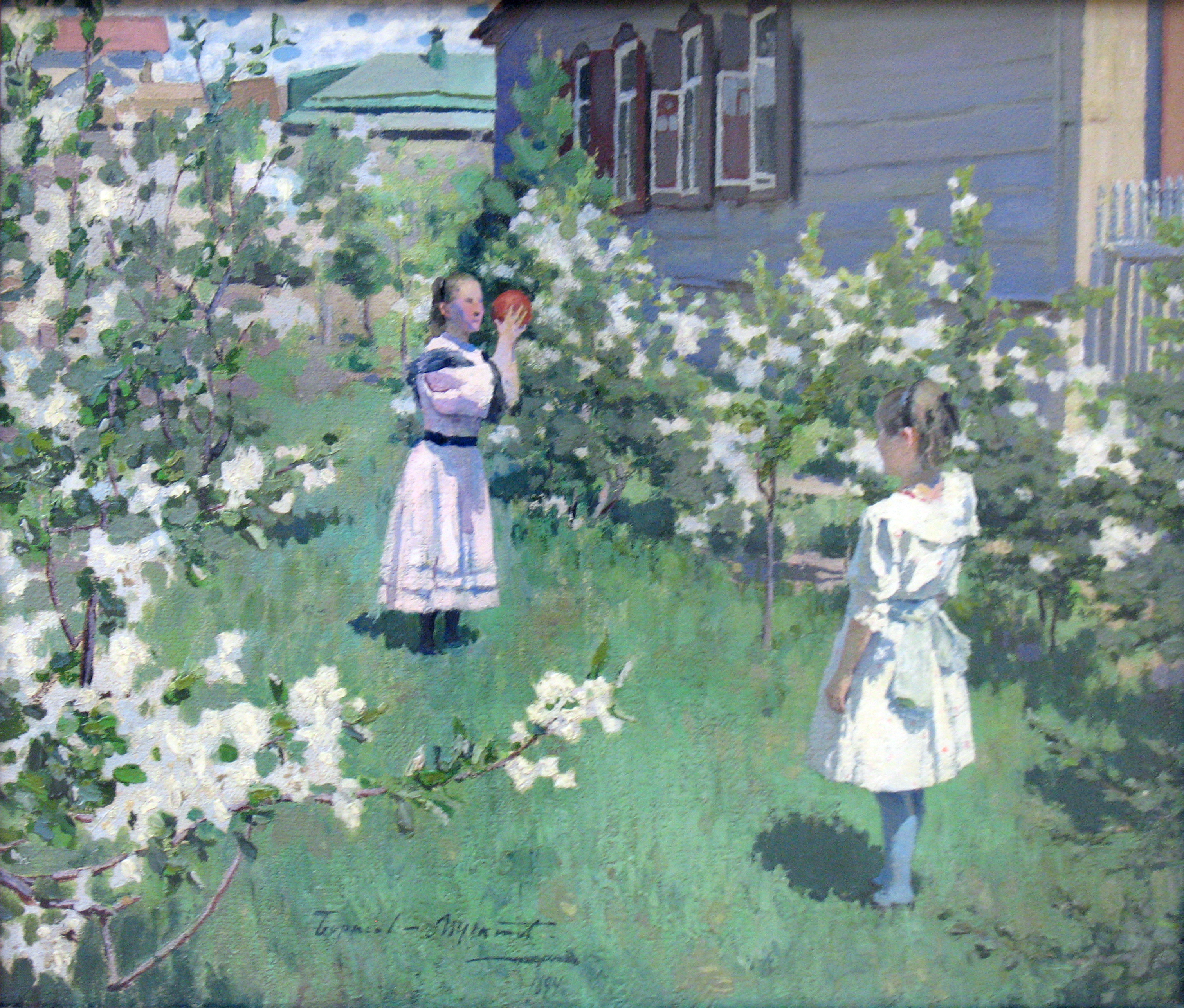
Májusi virágok (1894)
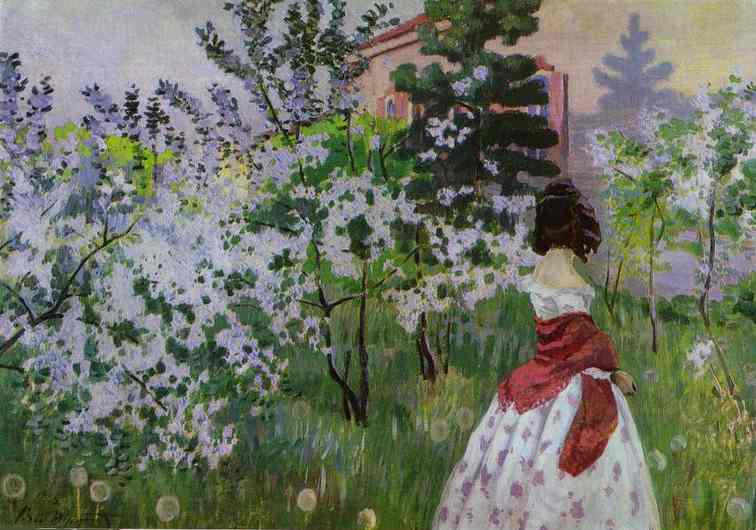
Tavasz (1898-1901)
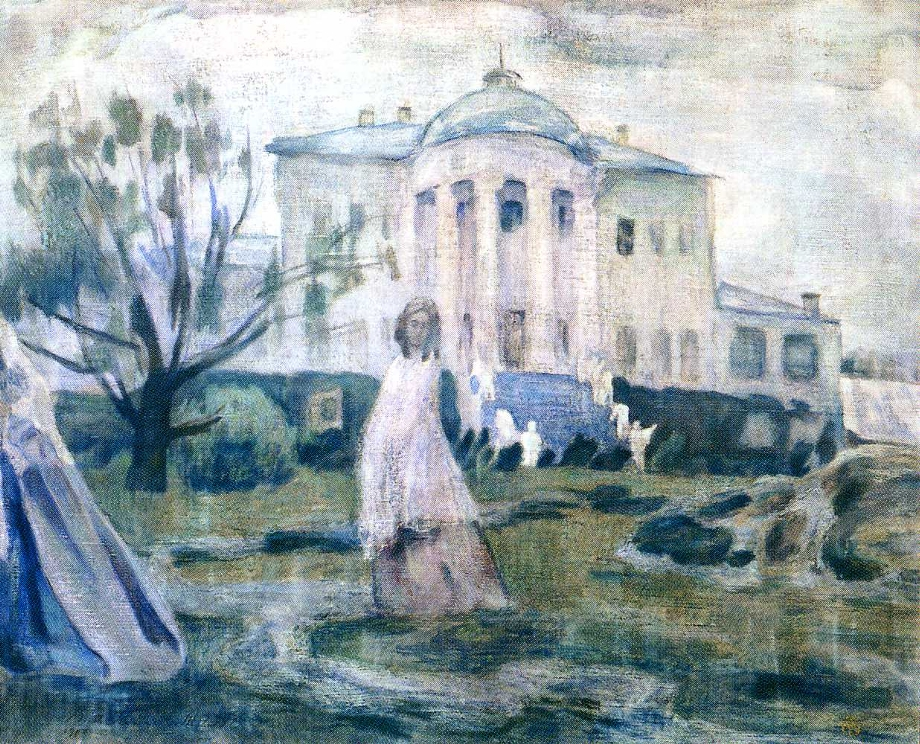
Fantomok (1903)
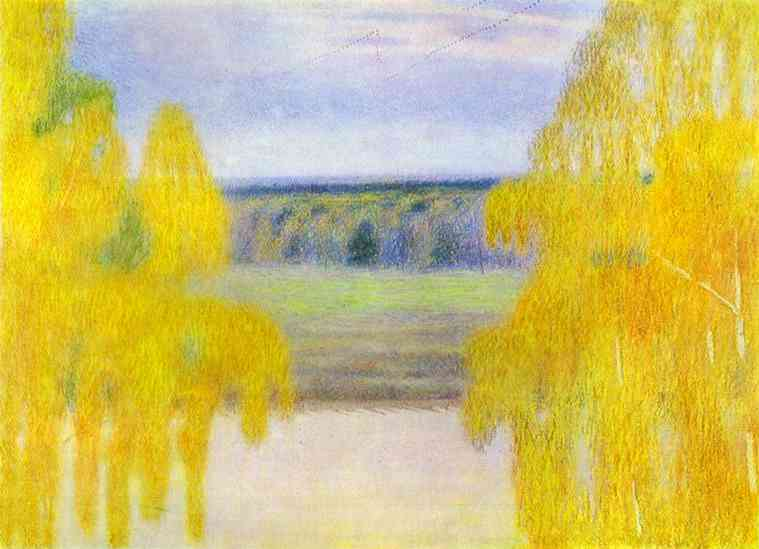
Őszi dal (1905)
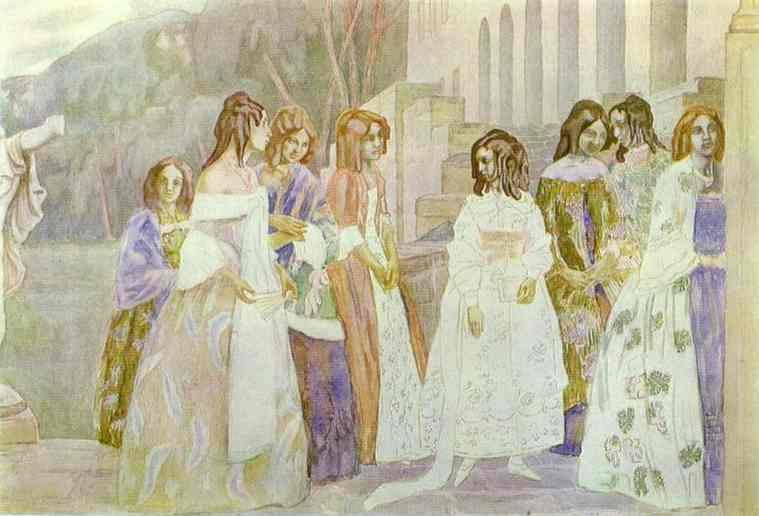
Rekviem (1905)

## Fordítás
- Ez a szócikk részben vagy egészben a Viktor Borisov-Moesatov című holland Wikipédia-szócikk ezen változatának fordításán alapul.  Az eredeti cikk szerkesztőit annak laptörténete sorolja fel. Ez a jelzés csupán a megfogalmazás eredetét és a szerzői jogokat jelzi, nem szolgál a cikkben szereplő információk forrásmegjelöléseként.